# Magnetostatika
Magnetostatika je část fyziky, která studuje magnetické jevy související s působením časově neměnného magnetického pole.
Magnetostatika se zabývá studiem magnetostatického pole, generovaného pouze zmagnetovanými tělesy, a stacionárního magnetického pole, generovaného stacionárním (neproměnným) elektrickým proudem.
Magnetické pole lze, stejně jako v obecném případě, vektorově popsat veličinou magnetická indukce; v látkovém prostředí je výhodné přidat veličinu intenzita magnetického pole, která implicitně „odečítá“ pole způsobené vnitřními elementárními proudy (tzv. magnetizačními proudy). K magnetické indukci lze obecně zavést i vektorový potenciál, který je vhodný ke zjednodušení některých vztahů a má i své fyzikální opodstatnění v kvantové fyzice, viz Aharonovův–Bohmův jev.
Magnetická síla působící v magnetickém poli na nabitou částici je součástí Lorentzovy síly. Na elementární částici, bez ohledu na to, jaký má náboj, magnetická síla nepůsobí (pokud má však částice vlastní magnetický moment, je obecně vystavena působení momentu síly). Ze vztahu pro Lorentzovu sílu plyne pro silové působení magnetického pole na elektrické proudy Ampérův silový zákon.
Velikost magnetostatického pole je dána superpozicí polí magnetických momentů částic ve zmagnetovaných látkách (resp. jejich magnetizací), u stacionárního magnetického pole se přidává příspěvek generovaný elektrickými proudy podle Biotova–Savartova zákona.

## Stacionární magnetické pole
Stacionární magnetické pole je pole nezřídlové, vírové (tj. podle klasické teorie neexistují magnetické monopóly popsatelné „magnetickým množstvím“ jako obdobou elektrického náboje v elektrostatice). Znamená to, že indukčními čarami nemají z čeho vycházet, a proto jsou to uzavřené křivky.
Základním zákonem je Ampérův zákon celkového proudu, který lze pro stacionární případ zapsat v integrálním tvaru vztahem
{\displaystyle \oint _{C}{\boldsymbol {B}}\cdot \mathrm {d} {\boldsymbol {l}}=\mu _{0}\;I_{\mathrm {celk} }}
kde
{\displaystyle {\boldsymbol {B}}} je magnetická indukce,
{\displaystyle \mathrm {d} {\boldsymbol {l}}} infinitezimální orientovaný element jednoduché uzavřené křivky C,
{\displaystyle I_{\mathrm {celk} }\,} je celkový proud protékající skrz libovolnou plochu s hranicí C,
{\displaystyle \mu _{0}\!} je permeabilita vakua
{\displaystyle \oint _{C}} je uzavřený křivkový integrál křivky C, orientovaný ve směru toku elektrického proudu.
V látkovém prostředí lze přepsat na vztah pro volné proudy (bez magnetizačních) {\displaystyle I_{\mathrm {vol} }\,} a pro intenzitu magnetického proudu {\displaystyle {\boldsymbol {H}}}
{\displaystyle \oint _{C}{\boldsymbol {H}}\cdot \mathrm {d} {\boldsymbol {l}}=I_{\mathrm {vol} }}
Matematickou formulací nezřídlovosti je zákon uzavřenosti (spojitosti) indukčního toku, který lze zapsat v integrálním tvaru vztahem
{\displaystyle \oint _{S}{\boldsymbol {B}}\cdot \,\mathrm {d} {\boldsymbol {S}}=0.}
Magnetický indukční tok libovolnou uzavřenou orientovanou plochou S je roven nule.

## Magnetické obvody

Magnetický obvod s magnetomotorickým napětím

Typickým problémem řešeným v magnetostatice, jsou výpočty magnetických obvodů.
Ampérův zákon ve formulaci pro intenzitu magnetického pole je analogický vztahu pro napětí v uzavřené proudové trubici, jen namísto intenzity elektrického pole vystupuje intenzita magnetického pole a obdobou elektromotorického napětí způsobujícího napěťový spád v trubici je celkový volný proud. Této analogie lze s výhodou využít pro řešení magnetických soustav v látkovém prostředí.
Pokud se zvolí integrační křivka tak, aby byla totožná s magnetickou indukční čarou, lze si kolem této čáry si představit trubici konstantního kolmého průřezu {\displaystyle S\,} takové velikosti, aby v celém tomto průřezu bylo možno považovat magnetickou indukci za konstantní. Tato trubice přitom může procházet prostředím s různou permeabilitou {\displaystyle \mu \,} – integrál lze rozdělit na součet integrálů přes části s konstantní permeabilitou. Ampérův zákon pak lze přepsat na tvar:
{\displaystyle I_{\mathrm {vol} }=\sum _{i}\int _{l_{i}}{\boldsymbol {H}}\cdot \mathrm {d} {\boldsymbol {l}}=\Phi \sum _{i}\int _{l_{i}}{\frac {\mathrm {d} l}{\mu _{i}S}}} ,
kde {\displaystyle \Phi \,} je magnetický tok, v tomto případě roven prostému součinu indukce a plochy průřezu (protože obojí je konstantní).
Definuje-li se magnetomotorické napětí {\displaystyle U_{\mathrm {m} }} vztahem
{\displaystyle U_{\mathrm {m} }=I_{\mathrm {vol} }\,}
a tzv. magnetický odpor (též reluktance) i-té části vztahem:
{\displaystyle R_{\mathrm {m} i}=\int _{l_{i}}{\frac {\mathrm {d} l}{\mu _{i}S}}\;} ,
dostane formulace zákona tvar obdobný Ohmovu zákonu pro elektrický proud, nazývaná Hopkinsonův zákon:
{\displaystyle U_{\mathrm {m} }=\Phi \sum _{i}R_{\mathrm {m} i}\,}.
Díky analogii tak lze s magnetickými obvody pracovat stejně jako s elektrickými, včetně použití Kirchhoffových zákonů.

## Magnetostatické pole
V oblastech prostoru bez volných elektrických proudů se Ampérův zákon ve formulaci pro intenzitu magnetického pole v diferenciálním tvaru redukuje na tvar:
{\displaystyle \operatorname {rot} \;{\boldsymbol {H}}=0\,}.
Z něho vyplývá, že magnetostatické pole generované pouze zmagnetovanými tělesy je pole potenciálové a lze k němu zavést skalární magnetický potenciál {\displaystyle \varphi _{\mathrm {m} }\,}. Budou pak platit vztahy obdobné vztahům v elektrostatice:
{\displaystyle {\boldsymbol {H}}=-\operatorname {grad} \;\varphi _{\mathrm {m} }}, resp.
{\displaystyle {\boldsymbol {B}}=-\mu _{0}\;\operatorname {grad} \;\varphi _{\mathrm {m} }+\mu _{0}\;{\boldsymbol {M}}}.
Pole generované permanentní magnetizací tak bude mít mimo permanentní magnety projevy a zákonitosti identické s polem, které by bylo generované magnetickými monopóly (například Coulombův zákon pro „magnetická množství“).